# الونسو هرناندز
الونسو هرناندز (انگلیسی: Alonso Hernández؛ زادهٔ ۱ مارس ۱۹۹۴) بازیکن فوتبال اهل مکزیک است.
از باشگاه‌هایی که در آن بازی کرده‌است می‌توان به باشگاه فوتبال خوارز و باشگاه فوتبال مونتری اشاره کرد.
وی همچنین در تیم‌های ملی فوتبال United States men's national under-20 soccer team و United States men's national under-23 soccer team بازی کرده‌است.